# Émilien Viennet
Pour les articles homonymes, voir Viennet.
Émilien Viennet, né le 6 février 1992 à Besançon, est un coureur cycliste français. Il est spécialiste à la fois de la route et du cyclo-cross.

## Biographie
Émilien Viennet naît le 6 février 1992 à Besançon en France. Il prend sa première licence au VC Ornans. Dans les catégories de jeunes, il court sur route, en cyclo-cross et en VTT. Il est champion de France cadet dans les trois disciplines,.
Passé en catégorie juniors, il gagne durant la saison de cyclo-cross 2009-2010 le championnat d'Europe de cette catégorie et une manche de coupe du monde à Trévise. En 2010, il est engagé par le CC Étupes. Il arrête cette année-là le VTT. Deuxième du championnat de France du contre-la-montre juniors, il prend la même place lors du championnat d'Europe et la treizième place du championnat du monde. D'août à décembre 2012, il est stagiaire dans l'équipe FDJ-BigMat.
En 2013, Émilien Viennet devient professionnel au sein de l'équipe FDJ, qui l'engage pour deux ans. Souffrant de dépression, il ne dispute aucune course durant cette saison, et seulement quatre en 2014. 
À l'issue de cette deuxième année, il s'engage pour 2015 avec l'AVC Aix-en-Provence. Il explique ce retour chez les amateurs : « J'avais besoin de retrouver mes repères dans des conditions plus favorables. J’ai également besoin de retrouver cette confiance nécessaire pour être performant. À 22 ans, il est encore temps de reprendre les bases. Cet environnement plus familial me semble la meilleure solution pour me refaire plaisir sur le vélo. ». Il reprend la compétition en septembre 2015, lors d'un cyclo-cross en Chine, où il se classe 19e.
En 2016, il signe pour une dernière saison au sein de son club formateur, le CC Étupes, avec lequel il remporte le Critérium du Printemps ainsi que le Tour de la Manche. Il arrête la compétition à l'issue de la saison.
Après sa carrière, il devient restaurateur à Besançon. 
En 2020, pendant la pandémie de Covid-19, il reprend le cyclisme durant le confinement où il brille sur les plates-formes virtuelles. Il décide ensuite de prendre une licence en juin chez les amateurs au sein du CC Étupes. Au mois d'aout, il surprend de nombreux observateurs en devenant champion de France du contre-la-montre amateurs.

## Palmarès

### Palmarès sur route

#### Par année
- 2008[1]
  -  Champion de France sur route cadets
- 2010
  - 1re étape des Boucles du Canton de Trélon (contre-la-montre)
  - Tour du Jura
  - 2e des Boucles du Canton de Trélon
  -  Médaillé d'argent au championnat d'Europe du contre-la-montre juniors
  - 2e du championnat de France du contre-la-montre juniors
- 2011
  - Dijon-Auxonne-Dijon
  - 2e étape du Tour de Franche-Comté
  - Quatre Jours des As-en-Provence :
    - Classement général
    - 1re étape

  - Classement général du Tour de Moselle
  - 2e de la Ronde du Pays basque
  - 2e d'Annemasse-Bellegarde et retour
  - 3e du Tour du Pays de Gex-Valserine
- 2012
  - 3e du Tour du Pays de Gex-Valserine
- 2016
  - Critérium du Printemps
  - Classement général du Tour de la Manche
  - 2e du Grand Prix du Pays de Montbéliard
- 2020
  -  Champion de France du contre-la-montre amateurs

#### Classements mondiaux
| Année                                 | 2011  | 2012 | 2013 | 2014 | 2015 | 2016 | 2017 | 2018 | 2019 | 2020  |
| ------------------------------------- | ----- | ---- | ---- | ---- | ---- | ---- | ---- | ---- | ---- | ----- |
| Classement mondial                    |       |      |      |      |      | nc   | nc   | nc   | nc   | 2048e |
| UCI Europe Tour                       | 1222e | nc   |      |      | nc   | nc   | nc   | nc   | nc   | 1487e |
|                                       |       |      |      |      |      |      |      |      |      |       |
| Légende : nc = non classéSource : UCI |       |      |      |      |      |      |      |      |      |       |

### Palmarès en cyclo-cross
- 2006-2007[1]
  - 3e du championnat de France de cyclo-cross cadets
- 2007-2008
  - Vainqueur du Challenge la France cycliste de cyclo-cross cadets
- 2008-2009
  -  Champion de France de cyclo-cross cadets
- 2009-2010
  -  Champion d'Europe de cyclo-cross juniors (Superprestige #2 juniors, Hoogstraten)[13]
  - Coupe du monde juniors #1, Trévise
  - Vainqueur du Challenge la France cycliste de cyclo-cross juniors
  - 2e du championnat de France de cyclo-cross juniors
  - 5e de la Coupe du monde juniors
- 2010-2011
  - 2e du championnat de France de cyclo-cross juniors